# Anarquía militar (1841-1845)
La anarquía militar es el periodo de la historia republicana del Perú, posterior a la muerte de Agustín Gamarra en la batalla de Ingavi, a fines de 1841. Fue una etapa de caos y convulsión política y social, en la que ningún gobierno llegó a consolidarse. Finalizó en 1845, cuando Ramón Castilla es elegido Presidente de la República tras vencer a Manuel Ignacio de Vivanco terminando así con la era del directorio.

## Antecedentes

### El caudillaje militar
A inicios de la vida republicana, el Perú tenía dos serios problemas políticos: la fragilidad de las instituciones políticas republicanas y la ausencia de una clase de poder dirigente con respaldo popular. Gracias a esta situación, el país entró en el caudillaje militar: los personajes que habían luchado en la guerra de independencia creían tener el derecho de gobernar el Perú.

### La guerra con Bolivia

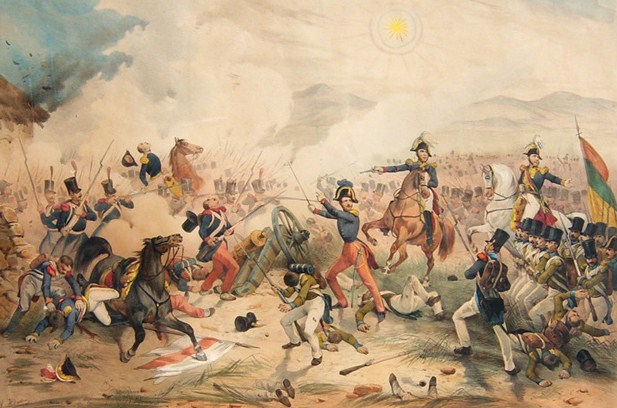
Batalla de Ingavi.

Tras disolverse la Confederación Perú-Boliviana, fue nombrado como Presidente del Perú Agustín Gamarra. Era partidario de unir Bolivia y el Perú, pero con el predominio de este último. Por ello, aprovechando el caos que imperaba en el país altiplánico, lo invadió en 1841. Rápidamente, el ejército peruano ocupó las zonas fronterizas, acampando en La Paz el 19 de octubre de 1841. Sin embargo, los bolivianos dejaron a un lado sus disputas políticas y derrotaron al ejército peruano en Ingavi, donde Gamarra perdió la vida.

## La anarquía

### Manuel Menéndez (noviembre 1841-agosto 1842)

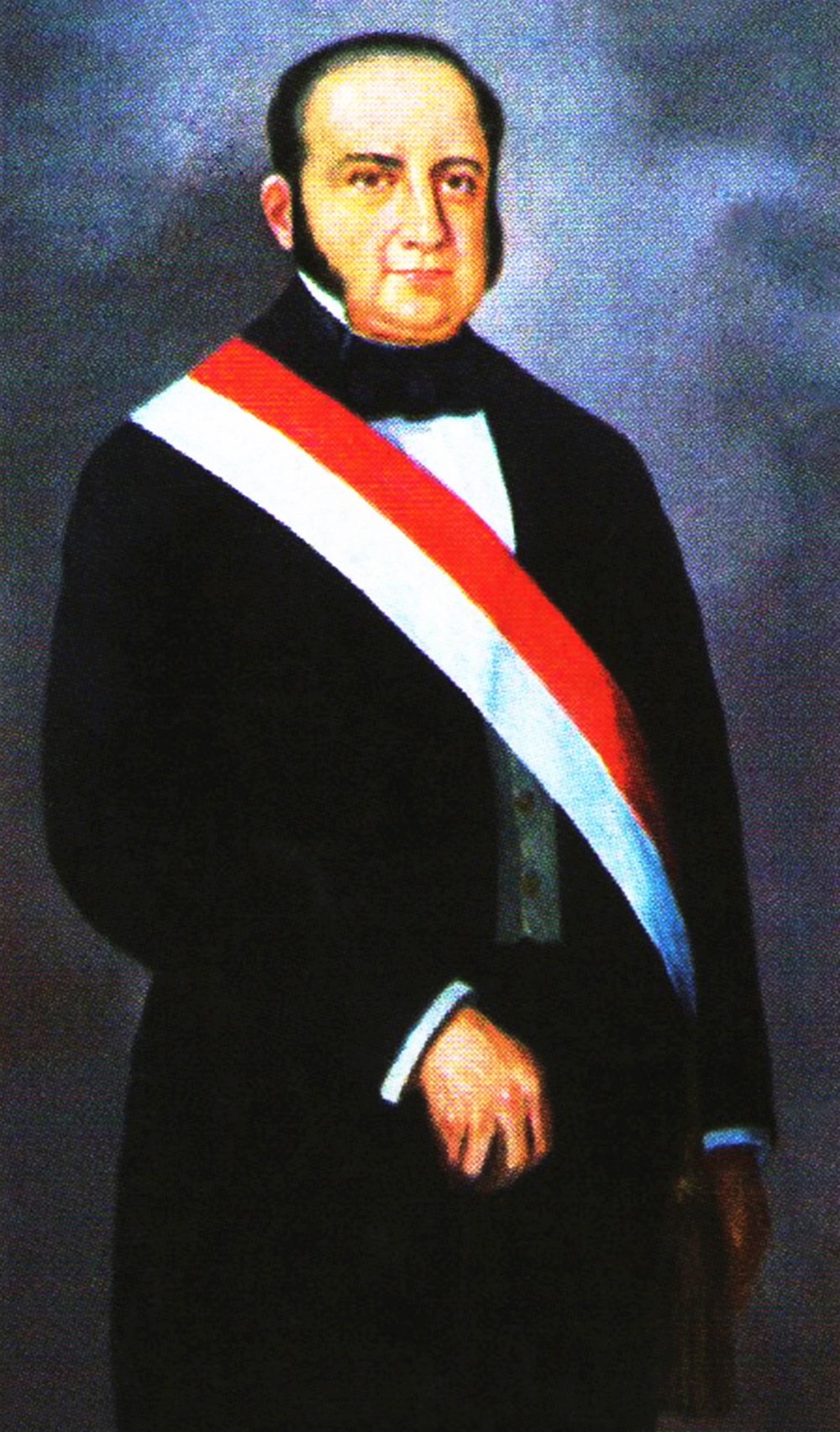
Manuel Menéndez.

Tras la muerte de Gamarra, el presidente del Consejo de Estado Manuel Menéndez fue reconocido como presidente provisorio. Sin embargo, varios caudillos militares se enfrascaron en una lucha por el poder: en el norte, Juan Crisóstomo Torrico; en el sur, Antonio Gutiérrez de la Fuente, Domingo Nieto y Juan Francisco de Vidal; y en Arequipa, Manuel Ignacio de Vivanco. Menéndez no pudo mantener el poder, pues fue depuesto por  Torrico.

#### Obras
- El ejército boliviano invadió el sur peruano. Gracias a las batallas de Tarapacá y Motoni, fueron expulsados.
- Se emitió un decreto de amnistía para que retornaran al Perú los exiliados en Chile y Bolivia (11 de diciembre de 1841).
- Se negoció la paz con Bolivia. El resultado fue la firma del Tratado de Puno (7 de junio de 1842).
- Se convocó a la asamblea nacional para que se eligiera a un nuevo presidente (15 de junio de 1842).

### Juan Crisóstomo Torrico (agosto-octubre de 1842)

Juan Crisóstomo Torrico.

El 16 de agosto de 1842, Torrico se proclamó Jefe Supremo del Perú. Acto seguido, el 20 de agosto, Torrico subió a la sierra para enfrentar a las fuerzas de La Fuente y Vidal, provenientes del Cuzco. Torrico pensaba que se marcharían a Lima por Ayacucho y se dirigió a esa ciudad. Sin embargo, en Jauja fue informado que se encaminaban a Ica, al sur de Lima. Por ello, apresuradamente regresó a la capital, pensando que Vidal llegaría vía marítima. De inmediato, viajó a Ica, donde ambas fuerzas se enfrentaron en Agua Santa, cerca de Pisco, el 17 de octubre de 1842. Torrico fue derrotado y se exilió a Chile.

### Juan Francisco de Vidal (octubre 1842-marzo 1843)

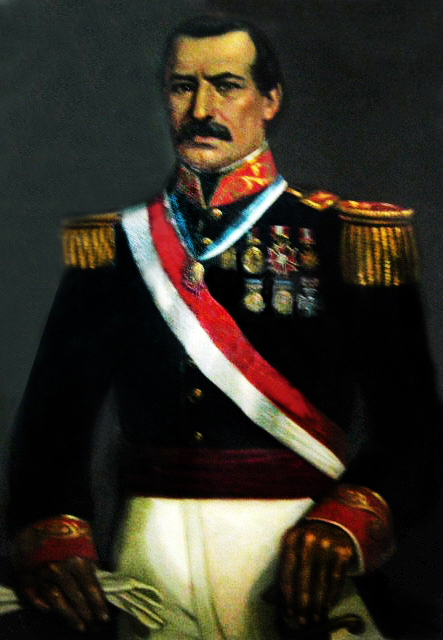
Juan Francisco de Vidal La Hoz.

En su calidad de 2° vicepresidente de Gamarra, Vidal asumió la presidencia tras derrotar a Torrico, el 20 de octubre de 1842. Contó con el apoyo de La Fuente, desempeñando su cargo con probidad y desinterés. Sin embargo, sus planes se vieron frustrados por la anarquía que aún dominaba el país: en Arequipa, Vivanco se sublevó contra Vidal. Prefiriendo no continuar con las guerras internas del Perú, dimitió el mando en Justo Figuerola (15 de marzo de 1843).

#### Obras
- Se disminuyó la deuda contraída por el Estado peruano y que gravara sobre las aduanas.
- Trabajó en la educación, en el colegio de San Fernando y el convictorio de San Carlos.

### Justo Figuerola (15-19 de marzo de 1843)

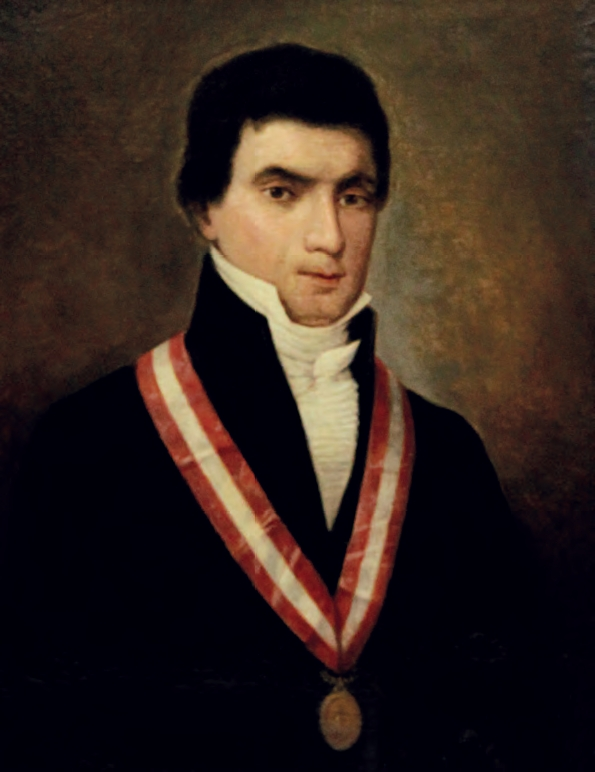
Justo Figuerola.

El 16 de marzo de 1843, recibió de manos de Vidal la banda presidencial. Su mandato apenas duró unos días y terminó, según la tradición popular, cuando una multitud vivanquista en frente de su casa le exigió su renuncia, por lo que pidió a su hija arrojar la banda presidencial por la ventana. Episodio cierto o no, el escritor peruano Ricardo Palma lo cuenta en una de sus tradiciones peruanas

### Manuel Ignacio de Vivanco (1843-1844)

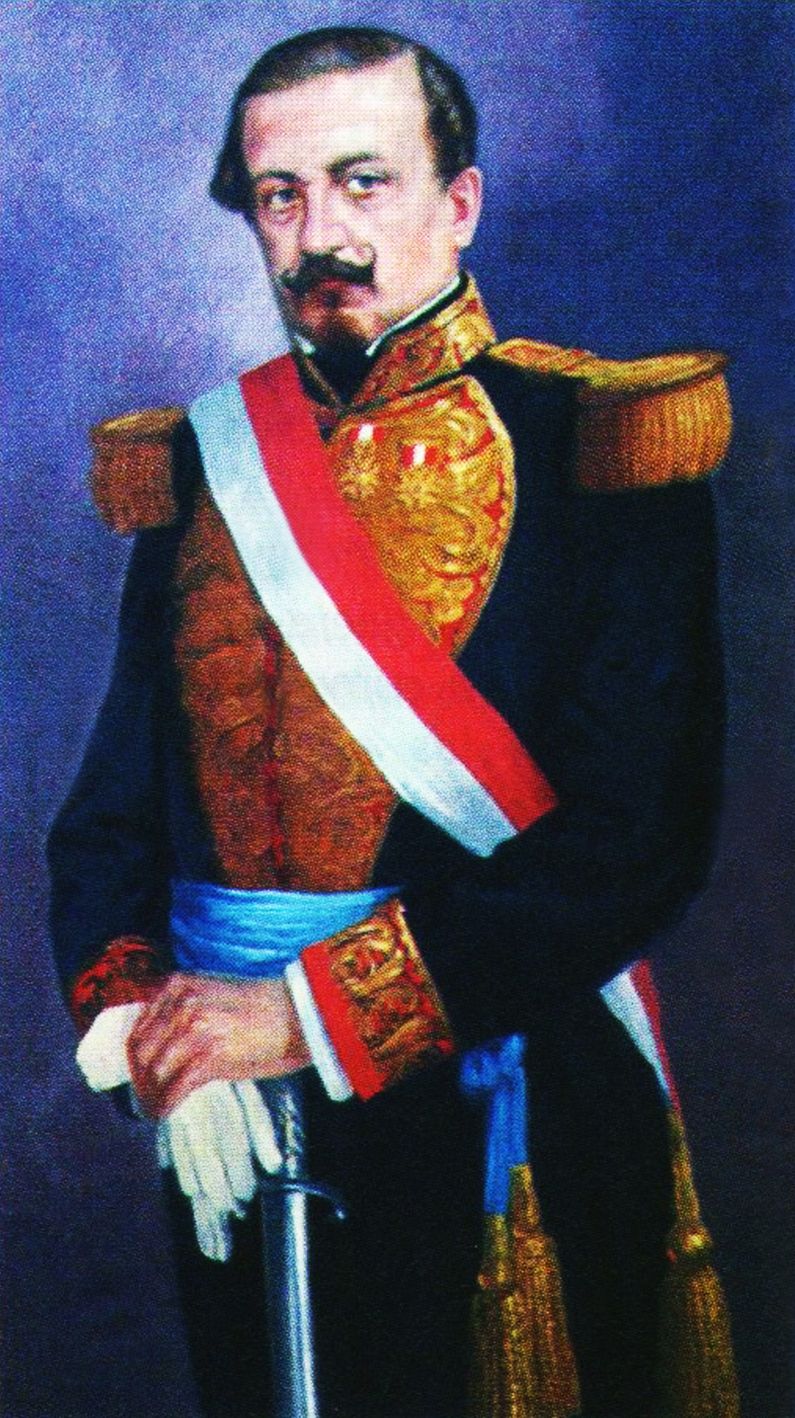
Manuel Ignacio de Vivanco.

Vivanco asumió el gobierno del Perú el 7 de abril de 1843, estableciendo un régimen ultra conservador y aristocrático denominado el Directorio, una suerte de despotismo ilustrado, pues creía que el país progresaría con el imperio del orden sobre la libertad. Con un tinte ultra personalista, exigió un juramento de fidelidad a civiles y militares. Poco a poco, el despilfarro del régimen menguó su popularidad, creciendo el descontento. En Tacna y Moquegua, se sublevaron Domingo Nieto y Ramón Castilla, a fin de terminar con el Directorio y restablecer al depuesto Menéndez. Estalló la guerra civil, y las fuerzas del gobierno fueron derrotadas en Pachía y San Antonio. Ante esto, Vivanco salió de Lima, acción aprovechada por su vicepresidente Domingo Elías para proclamarse Jefe de la Nación (Semana Magna).
El 22 de julio de 1844, se trabó la sangrienta batalla de Carmen Alto, entre las fuerzas de Vivanco y Castilla, resultando victorioso este último.

## Final

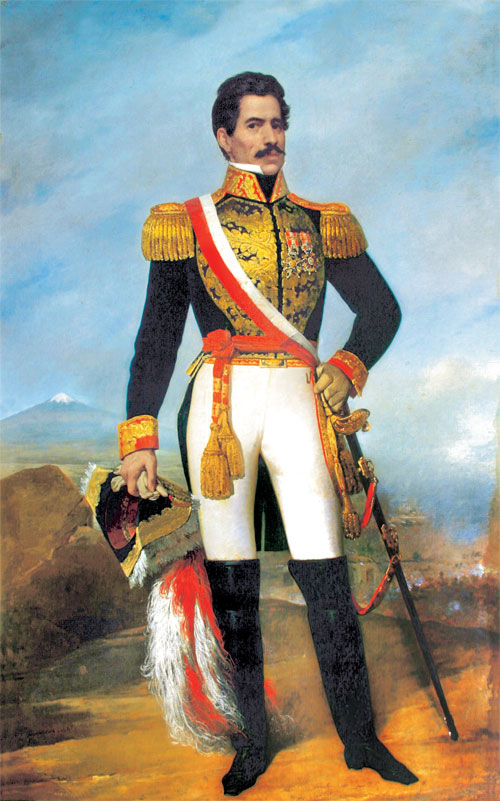
Ramón Castilla.

Después de la guerra civil, Castilla y Elías se pusieron de acuerdo y devolvieron el poder a quien constitucionalmente le correspondía: Manuel Menéndez, pero debido a su precaria salud, ejerció el poder nuevamente y de forma temporal Justo Figuerola (del 10 de agosto al 7 de octubre). Reincorporado Menéndez en el ejecutivo, éste convocó a elecciones en 1845, en las que triunfó Castilla, quien asumió el poder el 20 de abril de 1845. El gobierno de Castilla, que se prolongó hasta 1851, significó el comienzo de una etapa de calma institucional y la organización del Estado Peruano, luego de dos décadas de guerras y convulsiones internas, y dio inicio al periodo denominado Era del Guano.
| Predecesor: Restauración peruana | Historia republicana del Perú 1841 - 1845 | Sucesor: Era del Guano |